# Lilli Schwarzkopf

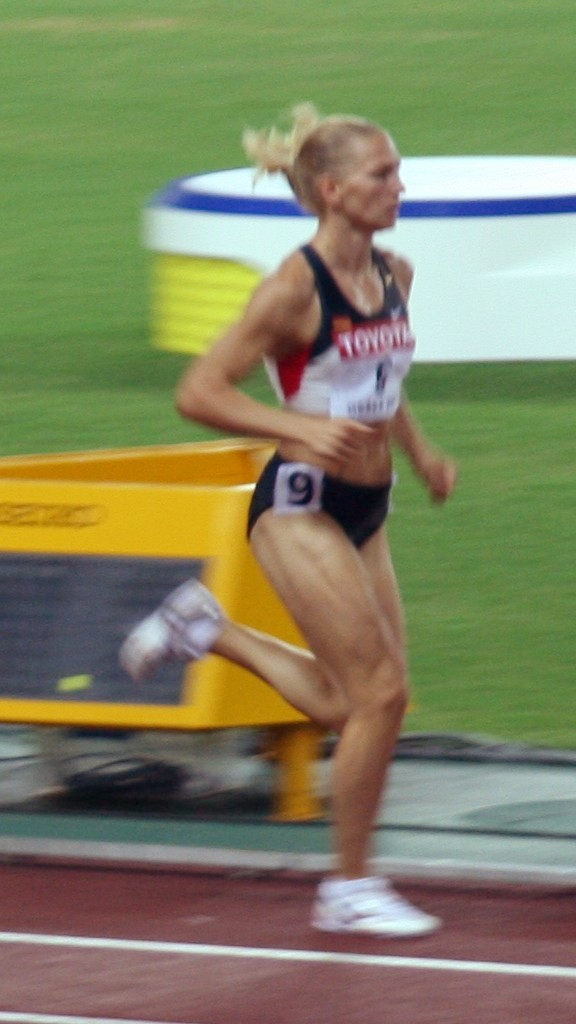
Lilly Schwarzkopf podczas Lekkoatletycznych Mistrzostw Świata w Osace, 2007.

Lilli Schwarzkopf (ur. 28 sierpnia 1983 w Nowopokrowce, Kirgistan) – niemiecka siedmioboistka, brązowa medalistka Mistrzostw Europy w lekkoatletyce w Göteborgu.
Do największych sukcesów Schwarzkopf poza medalem z Mistrzostw Europy zaliczyć można :
- wielokrotne mistrzostwo Niemiec zarówno w hali jak i na stadionie
- 8. miejsce podczas Igrzysk Olimpijskich w Pekinie 2008
- 5. miejsce podczas Mistrzostw Świata w Lekkoatletyce (Osaka 2007)

## Rekordy życiowe

### Stadion
- bieg na 200 metrów – 24,72 (2011)
- bieg na 800 metrów – 2:09,63 (2008)
- bieg na 100 metrów przez płotki – 13,26 (2012)
- skok wzwyż – 1,83 m (2007 & 2012)
- skok w dal – 6,34 m (2007)
- pchnięcie kulą – 14,89 (2011)
- rzut oszczepem – 55,25 (2009)
- siedmiobój lekkoatletyczny – 6536 pkt. (2008)

### Hala
- bieg na 800 m - 2:13,55 (2005)
- bieg na 60 m przez płotki - 8,46 (2010)
- skok wzwyż - 1,81 m (2008)
- skok w dal - 6,35 m (2007)
- pchnięcie kulą - 14,83 (2008)
- pięciobój lekkoatletyczny - 4641 pkt. (2008)